# Cromosoma X
Il cromosoma X è uno dei due cromosomi umani determinanti il sesso (l'altro cromosoma sessuale è il cromosoma Y). I cromosomi sessuali sono una delle 23 coppie di cromosomi omologhi presenti negli esseri umani. Ci si riferisce a X e Y come cromosomi sessuali, in contrapposizione agli altri 44 autosomi uguali in maschio e femmina. Numerose altre specie viventi presentano un sistema di cromosomi sessuali del tutto simile. In letteratura scientifica è spesso abbreviato in ChrX.
Il cromosoma X ha un'alta densità genica: conta infatti quasi 155 milioni di paia di basi e rappresenta circa il 5% del DNA nelle cellule della femmina (dove è presente in duplice copia) e il 2,5% nelle cellule del maschio (dove è invece presente in copia singola). Per dimensione, si tratta dell'ottavo cromosoma umano.
L'identificazione dei geni presenti su X è in corso. Ne sono stati individuati già oltre 1100, ma si stima che possano essere circa 1200 geni.
Il cromosoma X è un cromosoma sub-centrico di media grandezza. Al contrario di quanto si creda, non venne denominato X per la (sub) centralità del centromero, ma perché sconosciuto fino al XIX secolo, quando fu scoperto nello spermatozoo e chiamato "Corpo X", poiché non se ne conosceva la funzione.

## Funzioni
Ogni individuo presenta normalmente una coppia di cromosomi sessuali per cellula. Le femmine hanno due X, mentre i maschi un X e un Y.
L'X contiene centinaia di geni, ma pochi di questi intervengono direttamente nella determinazione del sesso.
Precocemente, nello sviluppo dell'embrione femmina (allo stadio di circa 1000 cellule), uno dei due cromosomi viene inattivato permanentemente in maniera del tutto casuale in tutte le cellule somatiche (non quelle germinali). Questo fenomeno è chiamato inattivazione dell'X o Lyonizzazione (dalla scopritrice Mary Lyon); il cromosoma X messo a tacere all'interno del nucleo forma un condensato di eterocromatina (cromatina inattivata che è più affine ai coloranti rispetto all'eucromatina) detto corpo di Barr.

## Struttura del cromosoma X
Il cromosoma X ha una estrema povertà di regioni codificanti. È composto primariamente da segmenti ripetuti di DNA che non codificano per proteine e hanno funzioni ad oggi sconosciute. Solo l'1,7% del cromosoma codifica per proteine funzionanti e tali geni sono più corti della media dell'intero genoma umano.
Si stima che circa il 10% dei geni del cromosoma X sono associati alla famiglia genica dei “CT”, così chiamati perché le proteine codificate sono state rintracciate sia nelle cellule tumorali (pazienti con Cancro) sia nei Testicoli (anche nei soggetti sani). I geni di questa famiglia presenti sull'X costituiscono il 90% dell'intera famiglia nel genoma umano. A causa della loro relativa abbondanza, è stato ipotizzato che tali geni (e dunque il cromosoma X) abbiano conferito vantaggi evolutivi ai maschi umani
È stato teorizzato che il cromosoma X derivi, almeno parzialmente, da cromosomi autosomici di alti mammiferi.
Nell'uomo i cromosomi X e Y hanno, analogamente agli autosomi, regioni omologhe dette, appunto, regioni pseudoautosomiche; esse sono poste ciascuna ad un'estremità del cromosoma e permettono l'appaiamento durante la divisione cellulare. Hanno inoltre estese regioni non omologhe dette regioni differenziali, i cui geni sono, nel maschio, emizigoti. Il cromosoma X è notoriamente più lungo e più attivo della sua controparte Y.

## Aberrazioni numeriche
- La sindrome di Klinefelter è causata dalla presenza di copie eccedenti del cromosoma X nel maschio. Il DNA dell'X eccedente causa interferenze con lo sviluppo sessuale del maschio, causando la disfunzione dei testicoli e riducendo i livelli di testosterone. Tipicamente questi maschi hanno una sola copia in più del cromosoma X risultando di cariotipo 47,XXY. Meno comunemente si possono avere due o tre copie in più (48,XXXY o 49,XXXXY); o ancora due copie sia di X che di Y (48,XXYY). In tali casi il DNA eccedente può portare a ritardo mentale e altri problemi medici. Una forma meno grave della sindrome di Klinefelter è il risultato di mosaicismo, dove solo parte delle cellule del soggetto risultano con anomalie numeriche di X. In questo caso si parla di mosaico 46,XY/47,XXY. Gli individui colpiti dalla sindrome di Klinefelter (circa 1 su 1000 maschi nati) presentano frequentemente testicoli piccoli, ingrossamento del seno e ridotta peluria; sono spesso più alti del normale e sterili; la maggior parte è dotata di un'intelligenza che rientra nella norma.
- La Sindrome della trisomia X (comunemente chiamata col termine inglese Triple X o in italiano Triplo X; o anche 47,XXX) è il risultato di una copia eccedente del cromosoma X nelle cellule della femmina; ne sono colpite circa 1 su 1000 femmine nate. Le persone affette non manifestano caratteristiche particolari, se non la tendenza ad essere alte e magre. Sono fertili nella maggior parte dei casi e i figli non ereditano la trisomia. In tali individui l'incidenza del ritardo mentale è solo leggermente superiore alla popolazione generale .
- Le condizioni in cui sono presenti ulteriori copie, fino a cinque, del cromosoma X (dette poli-X) non si risolvono in anomalie anatomiche, ma in disturbi fisici e ritardo mentale tanto più gravi all'aumentare del numero di copie.
- La Sindrome di Turner è causa dalla presenza di un solo X (o un solo X funzionante) per cellula. L'individuo che ne risulta è una femmina che non andrà incontro alla pubertà e dunque le sue caratteristiche sessuali rimarranno immature e non fertili. Tale condizione si verifica in 1 su 3000 nate femmine. Circa la metà dei soggetti affetti presenta monosomia X (45,X0); ma può anche presentarsi una perdita parziale o alterazione del secondo X; come pure si hanno casi di mosaicismo (45,X0/46XX).

È importante sapere che in tutti i soggetti femminili sani, uno dei due cromosomi X va incontro a inattivazione per eteropicnosi entro il sedicesimo giorno dalla fecondazione. L'X inattivo si può osservare nel nucleo interfasico come Corpo di Barr. Questa inattivazione fa sì che nelle femmine, in alcune cellule vengano espressi i geni del cromosoma X trasmesso dalla madre, in altre il cromosoma X trasmesso dal padre. Nei soggetti femmine sane, seppur presente un solo cromosoma X attivo, non si sviluppa la sindrome. Questo avviene perché il 21% dei geni sul braccio corto e il 3% di quelli presenti sul braccio lungo del cromosoma X sfuggono all'inattivazione. Anche nei maschi, seppur presente un unico cromosoma X attivo, non si ha la sindrome, perché sul cromosoma Y sono presenti geni omologhi a quelli legati alla X che sfuggono all'inattivazione nei soggetti femmine sane.

## Altre condizioni
Molte malattie genetiche sono causate da mutazioni sul cromosoma X. Tali malattie ricorrono più frequentemente nei maschi, come abbiamo già detto, in quanto essi possedendo un solo X esprimono come dominante qualsiasi carattere (anche recessivo) presente sul cromosoma. Le femmine, invece, per esprimere questi caratteri (malattie) recessivi devono aver ricevuto l'allele mutato da entrambi i genitori. Un allele mutato, in stato di eterozigosi, può essere trasmesso dalla madre ai figli (maschi e femmine) e dal padre alle figlie femmine; la trasmissione non è invece possibile dal padre al figlio maschio, dato che questi riceve solo l'Y dal padre.
Tra le più note malattie recessive associate al cromosoma X ci sono l'emofilia e la discromatopsia.

Si conoscono anche alcune malattie associate al cromosoma X e dominanti; la meglio conosciuta di questa categoria è il rachitismo vitamina D-resistente.

Di seguito alcuni disordini genetici associati al cromosoma X:
- Sindrome di Alport
- Sindrome d'insensibilità agli androgeni
- Distrofia muscolare di Becker
- Miopatia centronucleare
- Morbo di Charcot-Marie-Tooth
- Sindrome di Coffin-Lowry
- Distrofia muscolare di Duchenne
- Malattia di Fabry
- Sindrome dell'X fragile
- Deficienza del Glucosio-6-fosfato deidrogenasi (favismo)
- Emofilia
- Incontinentia pigmenti
- Sindrome di Lesch-Nyhan
- Sindrome di Menkes
- Sordità non sindromica
- Deficienza dell'Ornitina transcarbamilasi
- Sindrome di Rett
- Atrofia muscolare spinale e bulbare
- Grave immunodeficienza combinata X-linked (SCID)
- Agammaglobulinemia X-linked (XLA)
- Anemia sideroblastica X-linked
- Discromatopsia
- Mecp2 duplication
- Sindrome di Barth
- Sindrome di Duncan
- Malattia granulomatosa cronica (CGD)